# Moštanica (Una)
Moštanica  je rijeka u Bosni i Hercegovini.
Desna je pritoka Une duga 23 kilometra. Dijelom teče kroz NP Kozara.